# BH Bank
BH Bank (anteriormente conocido como Banque de l'habitat) es un banco controlado por el estado en Túnez. Cotiza en la Bolsa de Túnez.
La sede del BH tiene 75 m y 16 plantas. Fue construida entre 2003 y 2010
El edificio es uno de los edificios más altos de Túnez.

## Descripción general
Banque de l'Habitat fue fundado en 1973 y tiene su sede en Túnez, Túnez. Tiene 90 millones de dinares en activos, en su mayoría en bienes raíces.
El Banco posee y administra un equipo de fútbol femenino tunecino llamado AS Banque de l'Habitat. El club ha ganado el Campeonato Femenino de Túnez en tres ocasiones y fue el primer equipo en representar a Túnez en las eliminatorias de la liga de Campeones de la CAF.
Desde el 6 de enero de 2023, Wajdi Koubaa es el presidente de BH Bank.